# Volker Schönwiese

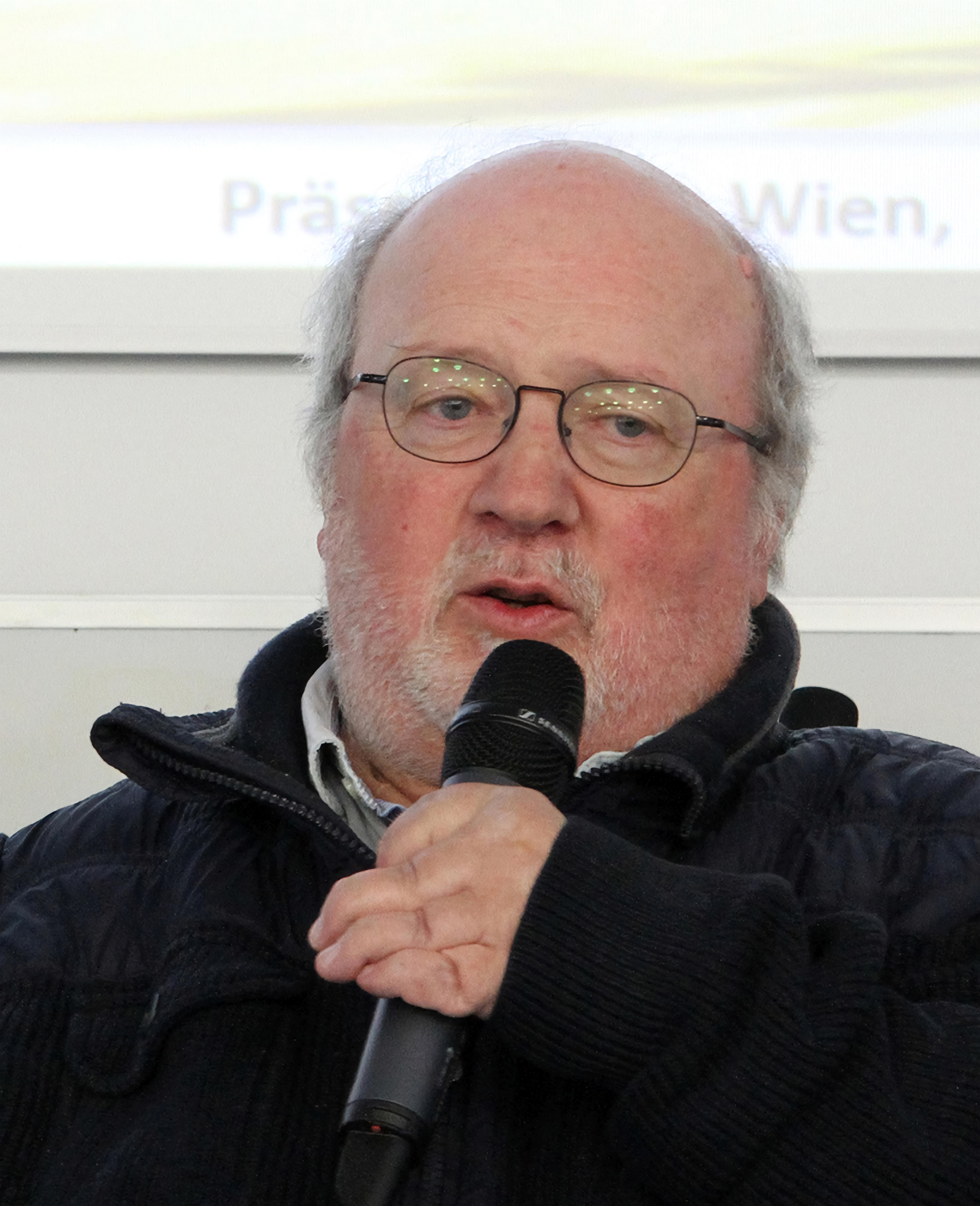
Volker Schönwiese am 13. Mai 2017 bei der Präsentation des Projekts „Geschichte der österreichischen Behindertenbewegung“

Volker Schönwiese (* 20. Jänner 1948 in Graz) ist ein österreichischer Erziehungswissenschaftler und Aktivist der Behindertenrechtsbewegung.

## Leben und wissenschaftliche Tätigkeit
Volker Schönwiese verbrachte seine Kindheit in Graz, Windischgarsten und Kufstein. 1958 erkrankte er an chronischer Polyarthritis, was eine dauernde Behinderung zur Folge hatte. Als teilweise integrierter Externist besuchte er das Realgymnasium Kufstein und machte 1968 die Matura. Ab 1968 studierte er an der Universität Innsbruck Psychologie und Pädagogik und promovierte 1980.

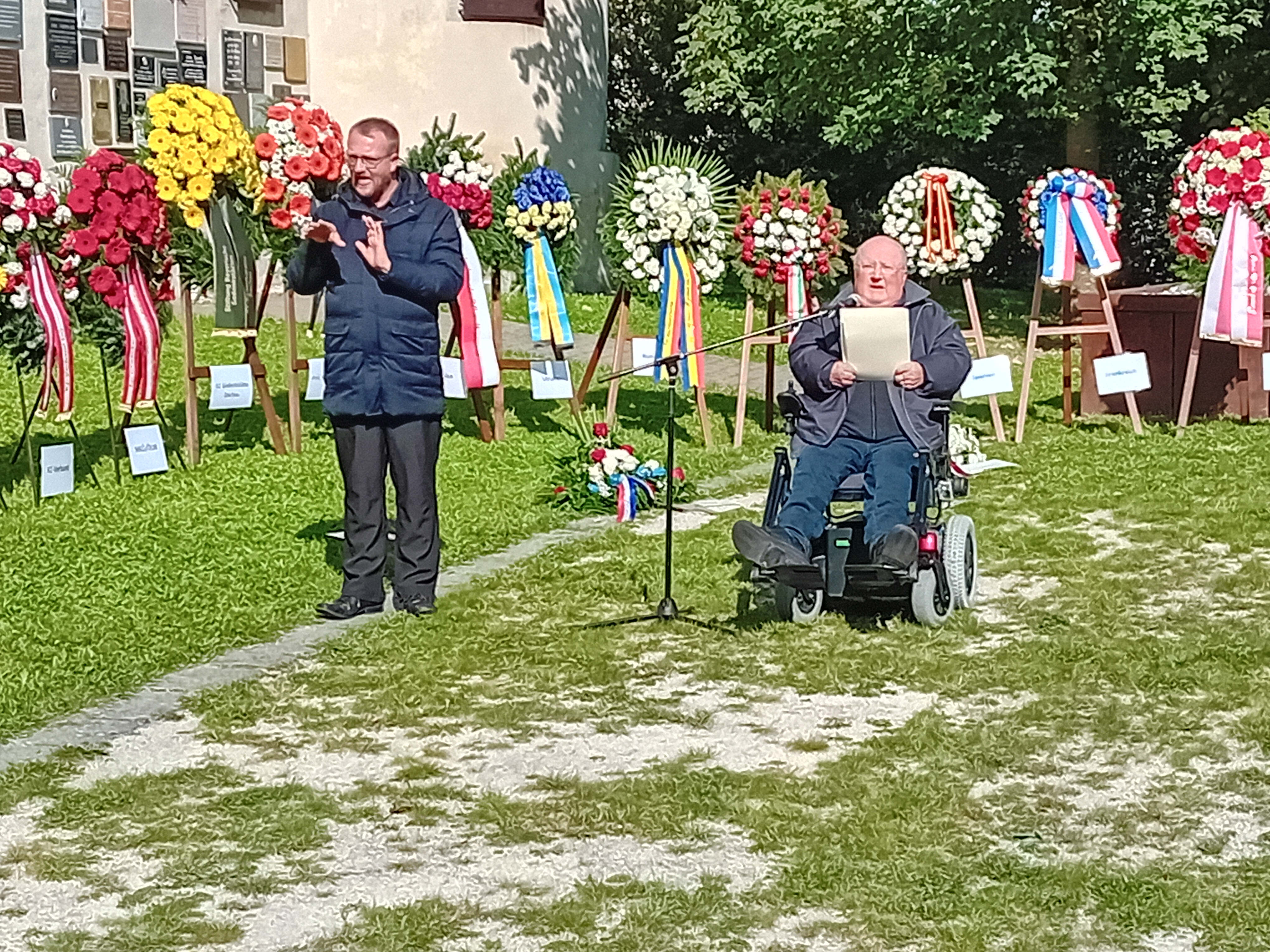
Am 1. Oktober 2023 hielt Volker Schönwiese die Festrede anlässlich der Gedenkfeier in der ehemaligen Tötungsanstalt Hartheim

1983 wurde Schönwiese Universitätsassistent am Institut für Erziehungswissenschaft der Universität Innsbruck und baute ab dem Zeitpunkt den Lehr- und Forschungsbereich für Inklusive Pädagogik und Disability Studies auf. Er habilitierte 1993 zu Integrationspädagogik als nichtaussondernde und aktivierende Behindertenpädagogik, wurde 1994 Universitäts-Dozent und später Außerordentlicher Universitätsprofessor.
1997 gründete er bidok – behinderung inklusion dokumentation, eine universitäre Internetbibliothek zu Fragen der Integration behinderter Menschen.
Schönwiese ist Autor zahlreicher wissenschaftlicher und sonstiger Veröffentlichungen zu Themen aus seinen Forschungsschwerpunkten Inklusive Bildung, Disability Studies, Disability History, Barrierefreiheit und Teilhabe, Schulische Inklusion und Behindertenalltag. In den Jahren 2005 bis 2008 war Schönwiese führender Mitarbeiter des interdisziplinären Forschungsprojektes Das Bildnis eines behinderten Mannes und in den Jahren 2015 bis 2018 des Forschungsprojektes Geschichte der Behindertenbewegung in Österreich. Als Gastprofessor lehrte Volker Schönwiese unter anderem an den Universitäten Klagenfurt und Wien. 2013 ging Volker Schönwiese an der Universität Innsbruck in den Ruhestand.
2004 erhielt Volker Schönwiese den Tiroler Preis für Integration und Zivilcourage, 2008 den Preis des Instituts Mensch, Ethik und Wissenschaft in Berlin.

## Politischer Aktivismus

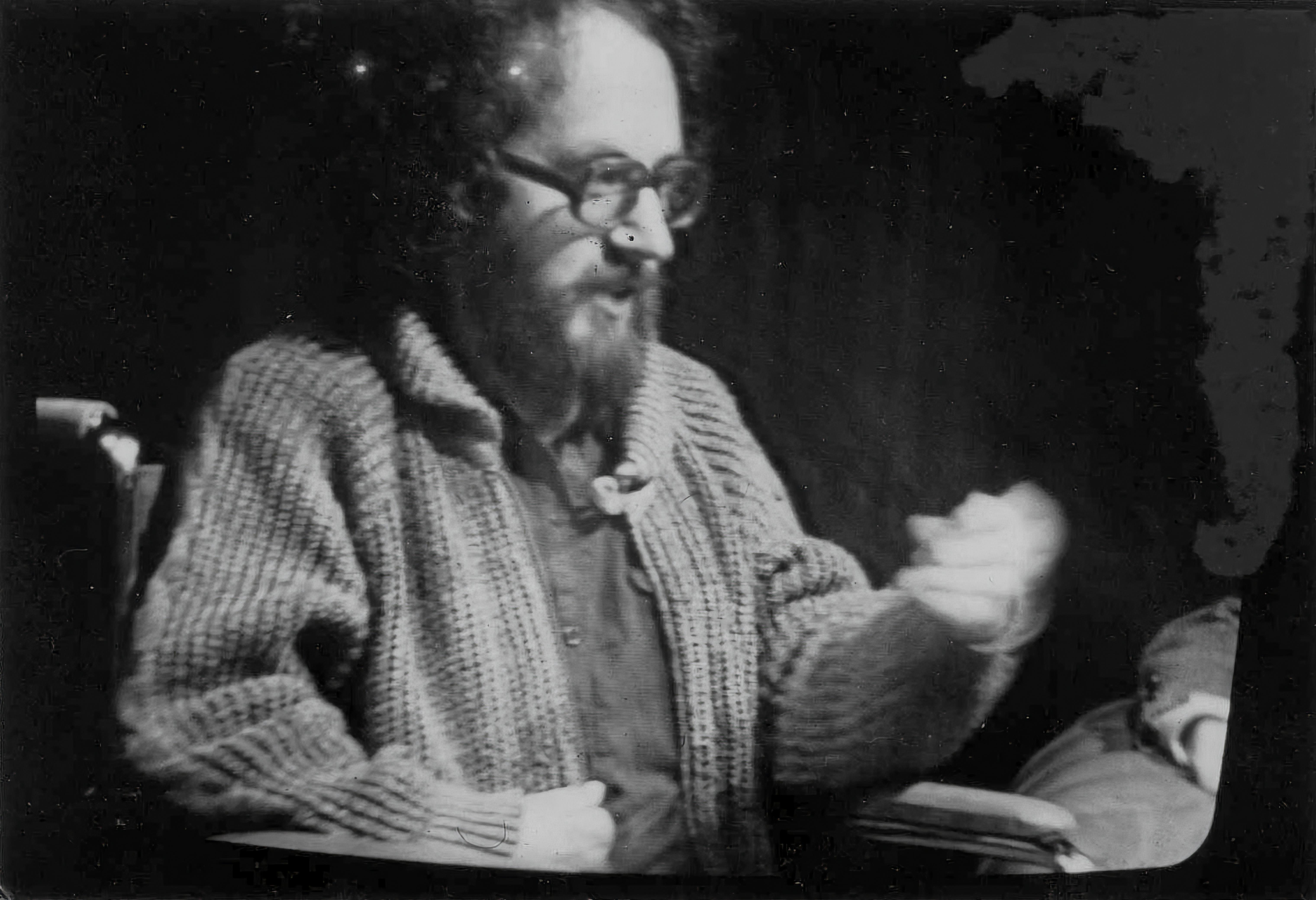
Volker Schönwiese am 3. Jänner 1980 in der ORF-Sendung „Club 2“

Seit den 1970er-Jahren ist Volker Schönwiese Teil der Gründungsgeneration der Behindertenrechtsbewegung „Selbstbestimmt Leben Bewegung“ (Independent Living Movement) und bis heute aktivistisch tätig.
Er war 1995 zum Beispiel Erstunterzeichner der Petition für ein Gleichstellungsgesetz an das Österreichische Parlament, eine Petition, die zur folgenden Änderung in der Österreichischen Verfassung führte (Artikel 7): „Niemand darf wegen seiner Behinderung benachteiligt werden. Die Republik (Bund, Länder und Gemeinden) bekennt sich dazu, die Gleichbehandlung von behinderten und nichtbehinderten Menschen in allen Bereichen des täglichen Lebens zu gewährleisten.“

## Publikationen (Auswahl)
- Behinderung und Pädagogik. Eine Einführung aus Sicht behinderter Menschen. Sonderpädagogik, Fernuniversität Hagen, 1997.
- Warum auf schulische Integration/Inklusion nicht verzichtet werden kann. In: Paul Resinger, Michael Schratz (Hrsg.): Schule im Umbruch. Innsbruck University Press, Innsbruck 2008.[7]
- Partizipativ und emanzipatorisch. Ansprüche an Forschung im Kontext der Disability Studies. In: Brehme D., Fuchs P., Köbsell S., Wesselmann, C. (Hg.): Disability Studies im deutschsprachigen Raum. Zwischen Emanzipation und Vereinnahmung. Weinheim: Beltz, 2020, S. 114–131, ISBN 978-3-7799-6059-1
- Behinderung und Widerstand. Zur Geschichte der Selbstorganisation von Menschen mit Behinderungen. In: Melter, Claus (Hg.) (2020): Krankenmorde im Kinderkrankenhaus „Sonnenschein“ in Bethel in der NS-Zeit? Forschungen zu Sozialer Arbeit, Medizin und „Euthanasie“. Weinheim: Beltz, Seite 81–90, ISBN 978-3-7799-6187-1
- Volker Schönwiese & Angela Wegscheider (2023) “Don’t forget about self-help” the fight for disability rights in Austria in the 1920s and 1930s, Disability & Society, 38:6, 1009–1028, DOI: 10.1080/09687599.2021.1976111

Herausgeber
- mit Rudolf Forster: Behindertenalltag – wie man behindert wird. Verlag Jugend und Volk, Wien 1982.[8]
- mit Christian Mürner: Das Bildnis eines behinderten Mannes. Bildkultur der Behinderung vom 16. bis ins 21. Jahrhundert. Ausstellungskatalog und Wörterbuch, Neu-Ulm 2006, ISBN 3-930830-81-7.